# Peter Halm
Pour les articles homonymes, voir Halm.
Peter Halm également Peter von Halm, né le 14 décembre 1854 à Mayence et mort le 25 janvier 1923 à Munich, est un graveur et professeur de gravure à l'Académie des beaux-arts de Munich (Münchner Kunstakademie) de 1901 à 1923. Il y enseigna précédemment comme assistant depuis 1896.

## Élèves notables
- Eduard Stiefel (de) (1875–1967)
- Willi Geiger (1878–1971)
- Hugo Steiner-Prag (1880–1945)
- Hermann Kätelhön (de) (1884–1940)
- Hugo Kunz (1884–1938)
- Robert Jakob Bock (de) (1896–1943)
- Theodor Brün (de) (1885–1981)
- Max Brüning (de) (1887–1967)
- Walter Bud (de) (1890–1915)
- Adolf Büger (de) (1885–1966)
- Otto Weigel (de) (1890–1945)
- Johann Brockhoff (de) (1871–1942)
- Albert Váradi